# Linkenchelys
Linkenchelys is een monotypisch geslacht van straalvinnige vissen uit de familie van kuilalen (Synaphobranchidae).

## Soort
- Linkenchelys multipora Smith, 1989